# Nadir Hifi
Nadir Hifi (Estrasburgo; 16 de julio de 2002) es un baloncestista francés con ciudadanía argelina que pertenece a la plantilla del Paris Basketball de la LNB Pro A francesa. Con 1,85 metros de estatura, juega en la posición de escolta.

## Trayectoria deportiva

### Primeros años
Nadir Hifi creció en la región de Estrasburgo y más precisamente en Illkirch-Graffenstaden. Se formó en el SIG Strasbourg, club en el que jugó en la categoría juvenil francesa y luego en el primer año de la categoría cadete regional. A los 16 años se incorporó al centro de entrenamiento del Lille Métropole Basket. Por razones deportivas y económicas, solo permaneció un año en el Norte y luego regresó, en 2019, al SIG Strasbourg para jugar en el equipo de reserva de la NM3, el quinto nivel del baloncesto francés. Allí tuvo una temporada exitosa desde el punto de vista estadístico (14,5 puntos de media).

### Profesional
Tras finalizar la temporada 2019-20, recibió varias ofertas para unirse a centros de entrenamiento de clubes Pro B y jugar sus equipos de formación. Sin embargo, acabó en el ESSM Le Portel, un club de la Pro A. Terminó la temporada 2020-2021 como máximo anotador del campeonato junior (21 puntos de media) y, al mismo tiempo, disputó sus primeros minutos en Jeep Élite. En la temporada 2021-22, se unió a la rotación del equipo profesional (21,6 minutos jugados por partido en promedio) y continuó dominando el campeonato de primera división junior (15,4 puntos y 7,5 asistencias en promedio). Firmó su primer contrato profesional con Le Portel en febrero de 2022 hasta 2024.
El 31 de marzo de 2023, Le Portel venció al Paris Basketball y Hifi logró la mejor actuación de su carrera con 39 puntos (12 de 19 en tiros), 8 rebotes y 6 asistencias. Estableció así la mejor valoración (44) de la temporada en la LNB Pro A. El 23 de abril se inscribió en el Draft de la NBA de 2023, donde tenía opciones de ser elegido en segunda ronda, aunque finalmente no fue elegido por ningún equipo.
El 7 de junio de 2023 firmó un contrato por tres temporadas con el Paris Basketball. En su primera temporada en el equipo de la capital conquistó la Leaders Cup y la Eurocopa, y acabó como tercer mejor anotador de la LNB Pro A, tras promediar 15,7 puntos por partido.
El 15 de abril de 2025 fue elegido Mejor Jugador Joven de la Euroliga. Ese mismo mes ganó un nuevo trofeo con el París al ganar la Copa de Francia, donde fue elegido MVP de la final.